# 茴香豆
茴香豆是浙江省绍兴市一帶的常见下酒物之俗称，颜色青黄，表皮起皱，因鲁迅的《孔乙己》一文而闻名。
茴香豆的具体做法是把乾蚕豆（当地人叫「罗汉豆」）泡浸后沥干入锅，加进 桂皮、茴香（八角茴香）、食盐和食用山萘等調味料，添水适量，用文火慢煮（以使调味品汁能从表皮到豆肉吸收），当水被大致煮乾后，揭开锅盖冷却即成。